# منشية رضوان
قرية منشية رضوان هي إحدى القرى التابعة لمركز منشأة القناطر في محافظة الجيزة في جمهورية مصر العربية. حسب إحصاءات سنة 2006، بلغ إجمالي السكان في منشية رضوان 12843 نسمة، منهم 6550 رجل و6293 امرأة.

## التاريخ
قرية منشية رضوان من القرى الحديثة حيث فُصلت عن زمام قرية برقاش سنة 1352هـ/1933م، وهي تُنسب إلى عبد المجيد بك رضوان كبير أعيان ناحية جزيرة الدهب بمركز الجيزة.